# Кането Павезе
Канѐто Павѐзе (на италиански: Canneto Pavese, на местен диалект: Canee, Канее) е село и община в Северна Италия, провинция Павия, регион Ломбардия. Разположено е на 233 m надморска височина. Населението на общината е 1356 души (към 2017 г.).